# 蛇根草
蛇根草（学名：Ophiorrhiza japonica），又名散血草（广西全州）、日本蛇根草、猪菜（广东南昆山），是茜草科蛇根草属的植物。分布在越南、台湾、日本以及中国大陆的四川、湖北、贵州、广东、广西、浙江、福建、湖南、云南、陕西、安徽、江西等地，生长于海拔135米至2,400米的地区，多生长于常绿阔叶林下的沟谷沃土上，目前尚未由人工引种栽培。

## 外部連結
- 日本蛇根草 Ribenshegencao （页面存档备份，存于） 藥用植物圖像資料庫 (香港浸會大學中醫藥學院) （繁體中文）（英文）